# Estribo (osso)
Estribo (nome que substituiu o termo estapédio) é o menor osso que faz parte do conjunto de ossos que formam a cadeia auditiva primária, a qual é responsável pela recepção auditiva dos mamíferos.
O estribo é ligado à bigorna pela menor articulação do corpo humano, a articulação incudo-estapedial.
Temos na sequência o estribo, que tem esse nome por parecer-se com um estribo. A seguir vêm a bigorna  e  o martelo, que, em conjunto, recebem as vibrações do tímpano e as encaminha para o cérebro via o nervo auditivo.
Essa área aonde estão localizados os três ossículos é denominada ouvido médio; a área posterior ao trio é a ouvido interno e a anterior ao tímpano é o ouvido externo.
O estribo é o menor e o mais leve osso do corpo humano, medindo apenas 0,25 cm e, uma vez rompido, não é possível sua reconstituição natural, pois cria-se no local um tipo de calosidade que dificulta a audição da pessoa. 
Daí que sua perda faz necessária uma delicada operação cirúrgica para recolocar o estribo ou mesmo colocar-se uma prótese à base de policarbonato, por este ser um material neutro para o organismo.
No ouvido interno localiza-se uma área onde fica uma estrutura em forma de caracol denominada cóclea e, dentro dessa, um líquido.